# Pierre-François Bouchard
Pierre-François-Xavier Bouchard (Orgelet, 29 de abril de 1772-Givet, 5 de agosto de 1832) fue un capitán e ingeniero francés, conocido por el descubrimiento de la piedra de Rosetta en la ciudad portuaria de Rosetta —Rashid en egipcio— el 15 de julio de 1799 durante la campaña de Egipto.

## Biografía
Pierre-François-Xavier Bouchard era hijo de Pierre Bouchard, un maestro carpintero que se convirtió en comerciante y luego en maestro, que se casó en Orgelet el 25 de noviembre de 1756 con Pierrette-Janet de Cressia con quien tuvo siete hijos, incluido Pierre-François-Xavier, el más joven.

Durante dos años, tomó cursos de filosofía y matemáticas en el colegio de Besanzón. En 1793 inicia su carrera militar como sargento mayor en un batallón de granaderos de París. Fue enviado a la Escuela Nacional de Aerostática en 1794 y nombrado teniente de los globos aerostáticos en 1795. Enseñó matemáticas como subdirector en esta escuela ubicada en Chalais-Meudon. Allí coincidió con Nicolas-Jacques Conté cuando durante un experimento bajo la dirección de Conté, fue herido por la explosión de un matraz de vidrio lleno de gas hidrógeno, perdiendo Conté su ojo izquierdo y Bouchard herido su ojo derecho. Ingresó en la Escuela Politécnica el 21 de noviembre de 1796, tomando cursos de geometría descriptiva impartidos por el famoso matemático Gaspard Monge y aprendió el arte de las fortificaciones. Un imprevisto interrumpiría sus estudios: el ministro de Guerra requirió al teniente Bouchard para el servicio público y lo asignó el 20 de abril de 1798 a la fuerza expedicionaria de Egipto. Tres días después, antes de embarcar, se casó con Marie-Élisabeth Bergere —que dirigió el taller de costura de los sobres de globos de la Escuela de Aerostática—.

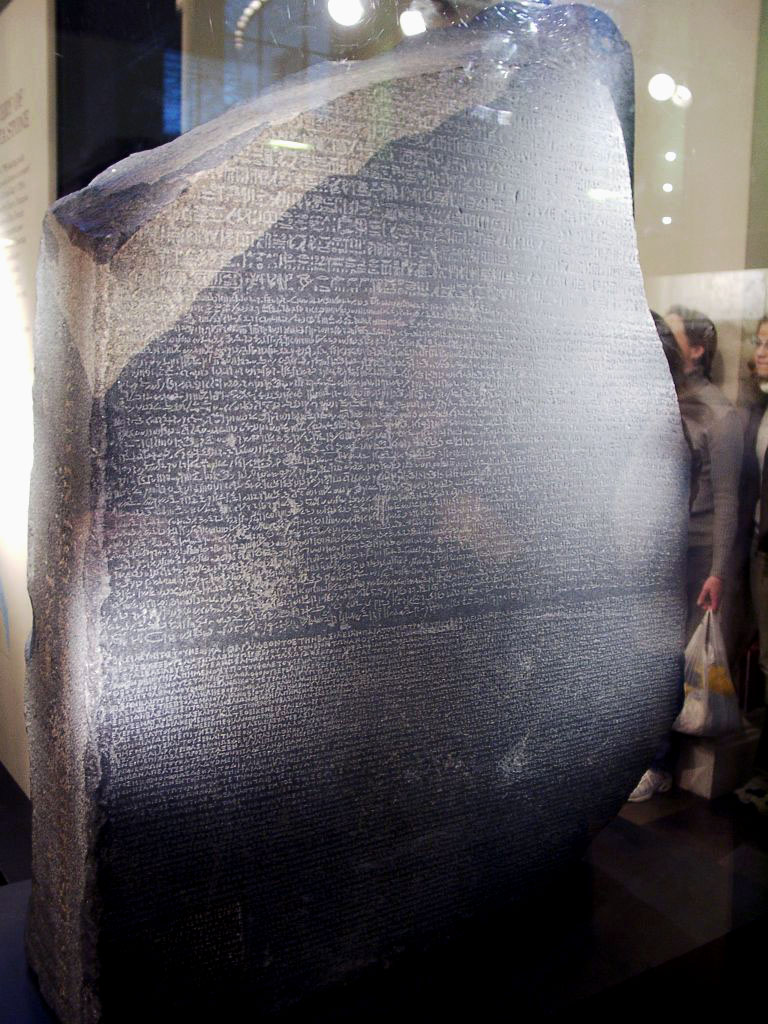
Imagen de la Piedra de Rosetta.

### Campaña en Egipto y piedra de Rosetta
El 19 de mayo, habiendo llegado al puerto de Toulon, zarpó en el Franklin. Desembarcó el 4 de julio después de la captura de Alejandría, y fue nombrado miembro de la Comisión de Ciencias y Artes. Todavía bajo la autoridad de Conté fue asignado al grupo de artistas mecánicos y a cargo de una investigación sobre las técnicas y oficios de los egipcios. Luego dejó Alejandría el 7 de septiembre para ir a El Cairo, donde permaneció solo unas pocas semanas. El 3 de octubre se encontraba bajo las órdenes del general Antoine François Andréossy en un equipo de geógrafos para realizar el reconocimiento del lago Menzalé entre Damieta y Puerto Saíd. Esta misión solo duró cuarenta días, porque tuvo que comparecer sin demora ante el jurado de salida de la Escuela Politécnica, siendo a mediados de noviembre. Luego fue ascendido a teniente de segunda clase de ingenieros el 28 de noviembre de 1798 y dejó la Comisión de Ciencias y Artes para ser versado en el ejército.
El 31 de octubre de 1798 Bonaparte decidió que para asegurar la defensa de la ciudad de Rosetta, había que reparar una antigua fortificación designada bajo el nombre de Borg Rachid — antigua fortificación de la ciudad de Rashid bautizada como fuerte Julien por los franceses en memoria del ayudante de campo de Bonaparte, Thomas Prosper Jullien, asesinado en la región en julio de 1797—. Bouchard estuvo asignado a esta tarea para echar una mano al coronel d'Hautpoul en el refuerzo del fuerte. Fue allí donde el 15 de julio de 1799, en la orilla izquierda de la rama oeste del Nilo se encontrase la famosa piedra negra, durante los movimientos de tierra practicados en antiguas subestructuras. Bouchard fue consciente de la importancia de su hallazgo. El general Menou, que entonces estaba al mando del distrito de Alejandría y Rosetta, inmediatamente encargó una traducción del texto griego. La declaración oficial del descubrimiento, revelada en el Courrier de l'Égypte, el órgano de prensa del ejército, no apareció hasta el 15 de septiembre de 1799. A Bouchard se le había confiado el transporte de la piedra, que fue entregado a mediados de agosto al Instituto de Egipto, donde se realizaron copias para facilitar el estudio de la piedra. El hallazgo de esta losa de granodiorita, con una larga inscripción en tres escrituras distintas, permitió que Jean-François Champollion pudiera comenzar a descifrar la escritura jeroglífica.
Gracias a las copias realizadas el descubrimiento se difundió en Francia y en toda Europa, el propio Bonaparte anunció el 27 de octubre la próxima llegada a París de la piedra, situando así el evento a la vanguardia de los resultados de su aventura egipcia. Los reveses militares de Francia frente a las ambiciones de su rival inglés llevarían a la incautación de la piedra por parte de este último y su traslado al Museo Británico.
Al mismo tiempo, Pierre Bouchard estuvo involucrado en el fiasco que llevó a la caída del fuerte de El-Arish que defendió —bajo las órdenes del general Cazals— contra los otomanos. Enviado como parlamentario al gran visir, fue arrestado, desarmado y llevado en cautiverio en las prisiones de Damasco, donde permaneció cuarenta y dos días. Liberado y ascendido a capitán el 1 de mayo de 1800, fue asignado por segunda vez a Rosetta y hecho prisionero nuevamente durante la capitulación de fuerte Julien defendido por un puñado de soldados sanos contra el ataque de dos mil ingleses combinados con el de cuatro mil turcos.

### Revolución haitiana
Liberado y de vuelta en Marsella el 30 de julio de 1801, Bouchard habiendo mantenido el gusto por la aventura fue admitido para ser parte de la expedición francesa de Saint-Domingue. Embarcó en diciembre acompañado de su esposa, contrayendo ambos la fiebre amarilla. Además de las dificultades causadas por la guerra de guerrillas y la acción devastadora de la fiebre amarilla, Francia decidió restablecer la esclavitud abolida por los nuevos amos de la colonia. La campaña fue espantosa. De los treinta y cinco mil hombres de la expedición Leclerc, veintiún mil perecieron de enfermedad y siete mil murieron en los combates.
Los refuerzos enviados a la isla y el reemplazo de Leclerc, que murió en noviembre de 1802, por Rochambeau no resolvieron nada. Además, la ruptura de la paz de Amiens en mayo de 1803 dio a los ingleses la excusa de un bloqueo de la isla. Francia capitula y Bouchard fue hecho prisionero por tercera vez. Internado en Jamaica fue puesto en libertad condicional en agosto de 1804 y regresó a Francia.
Después de unos meses de convalecencia, en septiembre de 1805 estuvo a cargo de los trabajos de construcción en Napoléon —actual La Roche-sur-Yon—, ciudad creada desde cero por el emperador para restaurar la autoridad civil y militar sobre una población por la que la presencia de fragatas inglesas en alta mar aún despertaba cierta nostalgia. Permaneció allí durante dos años con su esposa, que dio a luz a un hijo antes de que el constructor fuese de nuevo al frente.

### Guerra de la independencia española
Después de una breve estancia en La Rochelle, Bouchard se unió en 1807 a una fuerza expedicionaria que Napoleón dirigió después del Tratado de Tilsit contra España y Portugal. Luego comenzaron para él siete años de guerra donde sirvió sucesivamente bajo Dupont, Soult, Masséna y Marmont. Se distinguió en la batalla de Alcolea en el Guadalquivir. Sin embargo, después de la capitulación de Dupont en Bailén (22 de julio de 1808) fue nuevamente hecho prisionero, pero tras su liberación logró unirse al ejército de Soult.
Comanda a los ingenieros de la 1.ª División del Ejército francés durante la segunda invasión de Portugal en 1809. Presente en la batalla de La Coruña y en la toma de Oporto se distinguió al frente de los zapadores durante el paso del puente fortificado de Amarante.
Bouchard fue ascendido a jefe de batallón el 24 de noviembre de 1809, dejando a su esposa en una gran miseria y obligado a solicitar un anticipo de 500 francos sobre el salario de su marido enteramente dedicado por este último a reequiparse y adquirir nuevos caballos tras la evacuación de Portugal por las tropas francesas.
En 1810 y 1811 luchó bajo Masséna en una nueva expedición a Portugal, una vez más completada por una retirada. Nombrado Caballero de la Legión de Honor y asignado a la defensa de Astorga en España bajo las órdenes de Marmont y luego de Clauzel, fue hecho prisionero por quinta vez durante la capitulación de esta ciudad fortificada. Enviado a Reino Unido en septiembre de 1812, dejando a sus dos hijos y suegros a cargo de su esposa, nuevamente en la indigencia.
No regresó a Francia hasta después del Tratado de París en julio de 1814. La Restauración le trajo entonces satisfacciones. Ascendió a Oficial de la Legión de Honor, y fue nombrado Caballero de San Luis.

### Cien Días
Dirigió la Ingeniería de Orleans, pero durante los Cien Días volvió al servicio de Napoleón, quien le encargó la defensa de la ciudad de Laón. Denunciado después de Waterloo por sus posiciones favorables al «usurpador», fue puesto a medio sueldo. En julio de 1816 solicita una revisión de su expediente minimizando su papel durante el interregno. Al reanudar el servicio, fue asignado a las ciudades fortificadas del norte de Francia. Señalado como «tan recomendable por su moralidad como por su instrucción», fue propuesto por su compañero de clase Prevost de Vernois para el rango de teniente coronel, pero asignado al puesto de ingeniero jefe en Givet en 1822, donde murió el 5 de agosto después de una larga y dolorosa enfermedad algún tiempo después de la muerte a los 13 años de su hijo.
Pierre Bouchard le faltaban unos meses de servicio para alcanzar los treinta años que le permitían a su esposa reclamar una pensión. Su viuda pidió ayuda y los amigos movilizaron y reconocieron el beneficio de los «servicios eminentes» de Bouchard. El Consejo de Estado y el Comité de Guerra propusieron al rey conceder a su viuda una pensión de cuatrocientos cincuenta francos correspondiente a una cuarta parte de la que su marido podría haber reclamado.